# ブリエンツ・ロートホルン
ブリエンツ・ロートホルン (Brienzer Rothorn) は、ルツェルン州、ベルン州、オプヴァルデン準州の境界にあるスイス・アルプスの山である。標高2,350mのブリエンツ・ロートホルンは、ブリューニック峠 (1,008 m) の西で最も高い山である。南側には、ブリエンツ湖が見渡せる。
山は、ブリエンツ・ロートホルン鉄道（蒸気機関車）によってブリエンツから行くことができ、山頂駅はベルン州側の2,244mに位置している。また、フリューリからもケーブルカーでアクセスできる。

## ギャラリー

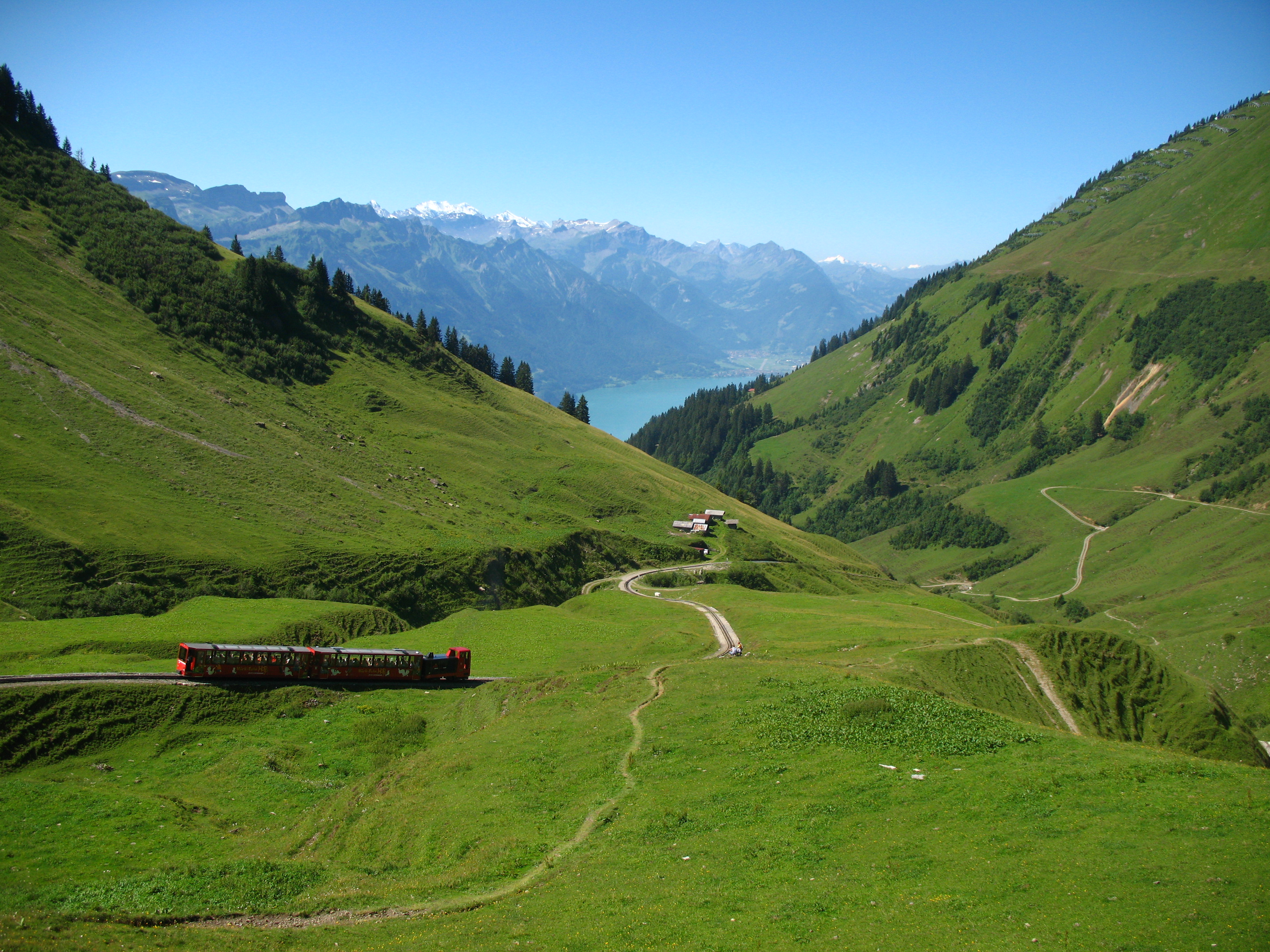
ブリエンツからの列車
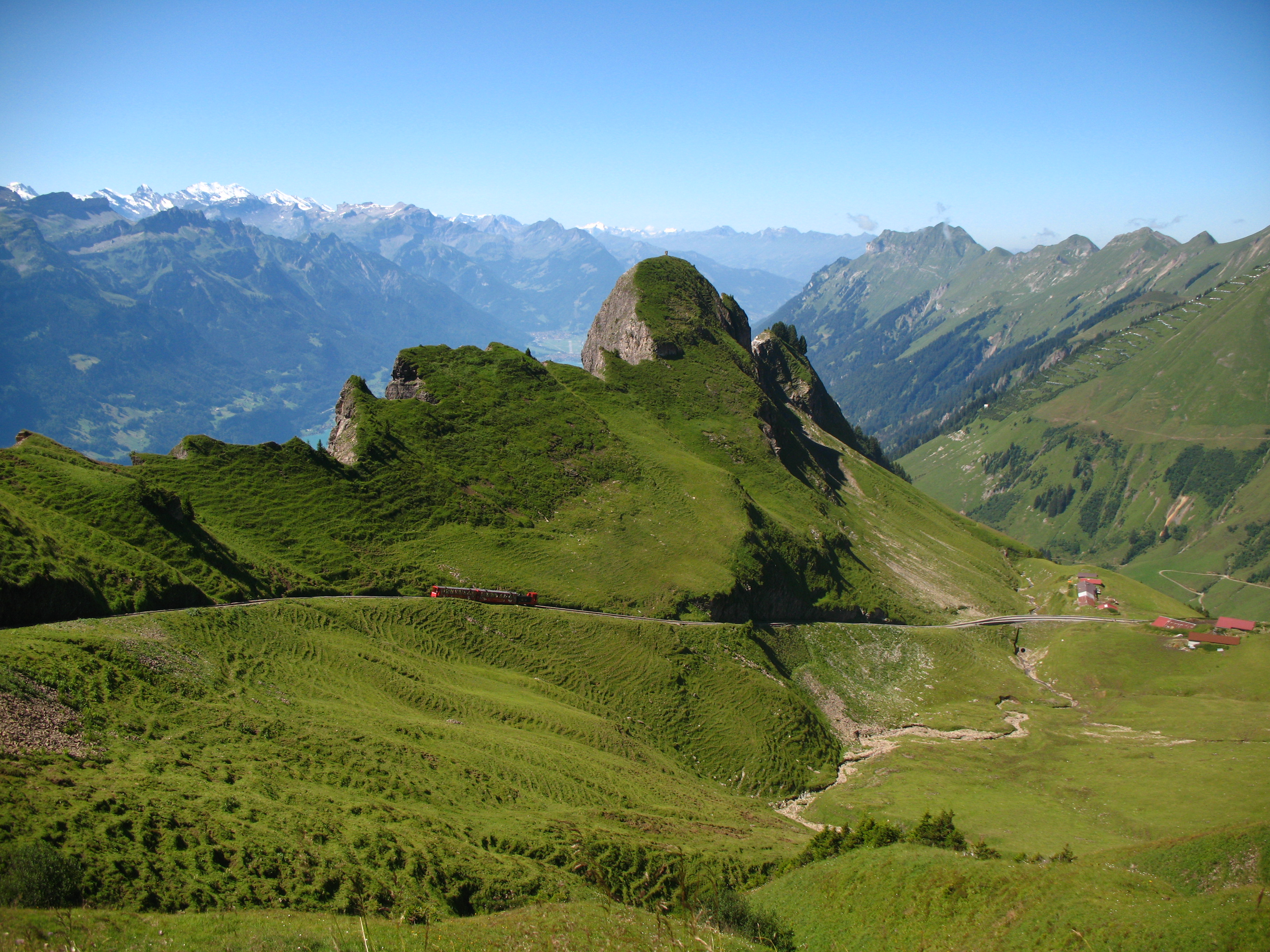
山頂へ近づく
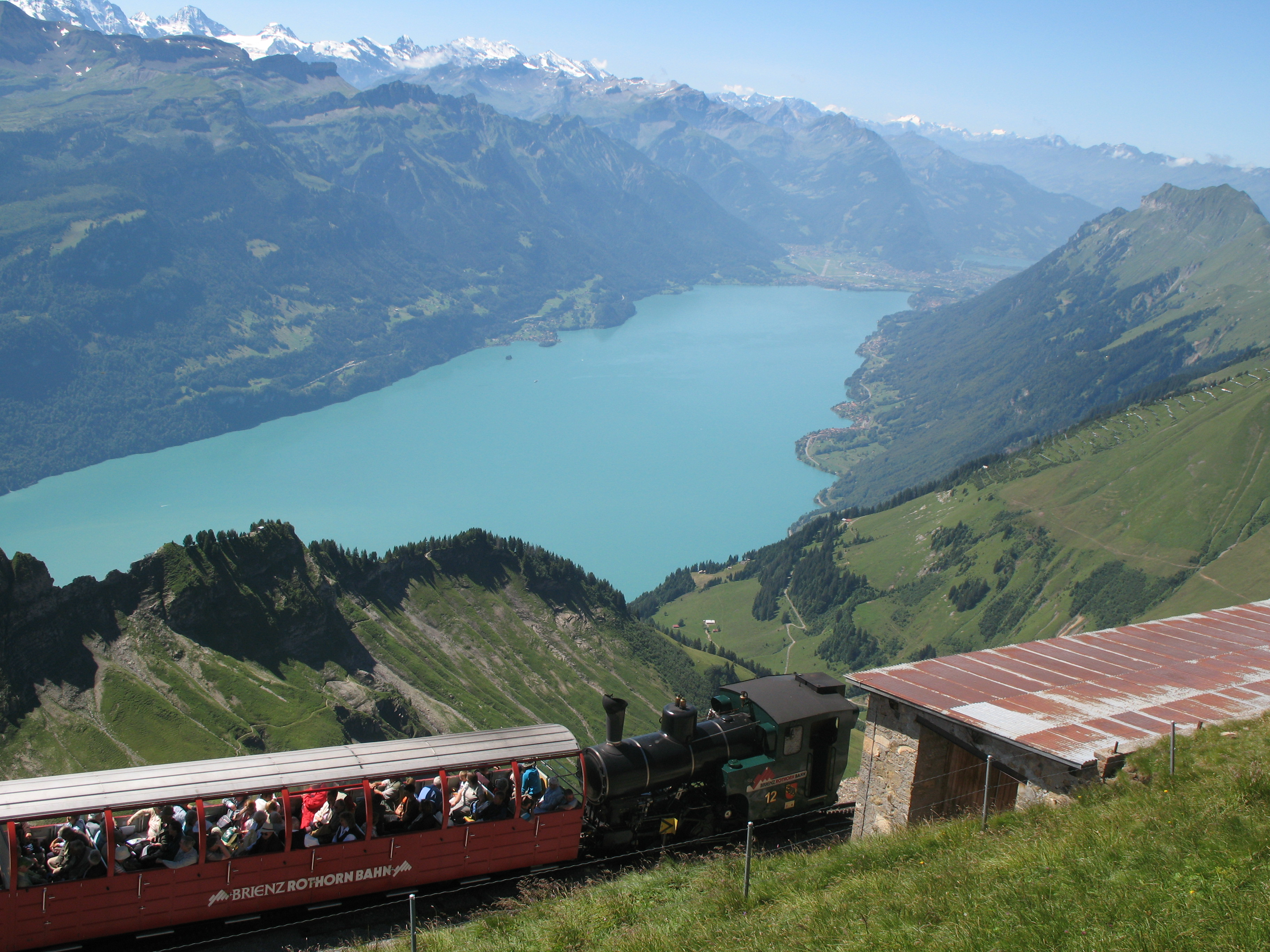
ブリエンツ湖の眺め
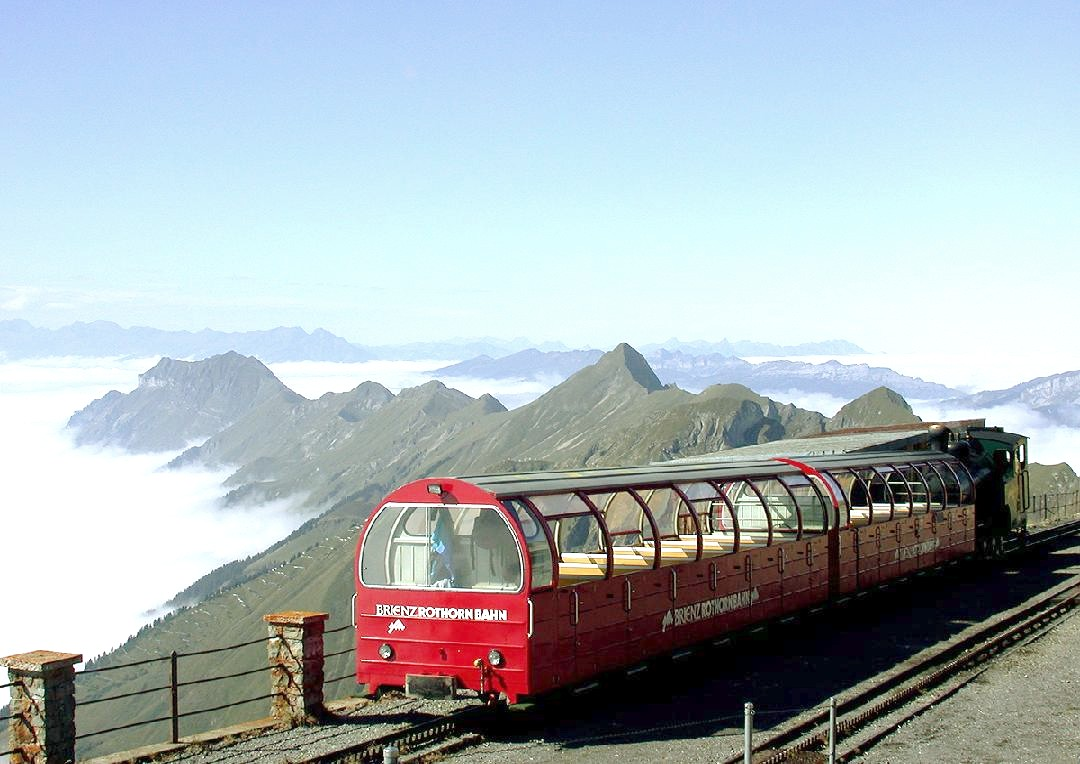
山頂駅